# Ma ville est le plus beau park
Albums de Fabulous Trobadors
Èra pas de faire
(1992) On the Linha Imaginòt
(1998)
Ma ville est le plus beau park est le second album du groupe occitan les Fabulous Trobadors publié en 1995 sous le label Philips.

## Historique
Album est plus politisé que le premier notamment avec la proximité de l'élection présidentielle française de 1995 qui inspira la chanson Quel sera notre futur ? Ce titre est d'ailleurs utilisé dans deux scènes du film de Bruno Podalydès, Dieu seul me voit (Versailles-Chantiers) (1998). Le groupe compose dans cet opus plusieurs hymnes à leur ville Toulouse, ainsi qu'à la défense de la culture occitane, notamment avec la chanson consacrée aux écoles Calandretas. On peut déjà percevoir ce qui sera ultérieurement appelé l'engagement altermondialiste.

## Liste des titres de l'album
1. Troç d'intervista - 22 s
2. Iaveka - 2 min 50 s
3. Toulouse est sarrazine - 2 min 24 s
4. Quel sera notre futur ? - 2 min 56 s
5. Je ne brandis pas ma guitare - 3 min 12 s
6. Beu - 2 min 14 s
7. Ma ville est le plus beau park - 5 min 36 s
8. Calandreta - 2 min 47 s
9. Kan ar discount 95 - 2 min 36 s
10. Nouga - 1 min 36 s
11. I a pas res a far - 2 min 45 s
12. 1, 2, 3 - 2 min 39 s
13. Pasqua - 2 min 27 s
14. Discours on the Linha - 1 min 27 s
15. Dins mon vilatge - 2 min 43 s
16. Bona annada - 3 min 25 s
17. Commenceri di cantar - 1 min 08 s

## Réception critique
Les Inrocks accueillent Ma ville est le plus beau park positivement notant que le duo toulousain, malgré être passé sur un label important dans une « version luxe », réussit à garder l'esprit du premier album Èra pas de faire faisant toujours « de la musique avec une boîte d’allumettes » dans la lignée de la Ligne Imaginot et réussissent en « parfaits humanistes, [a] jou[er] et jout[er] dans une tradition presque oubliée ». La chanson titre de l'album est particulièrement remarquée et qualifiée de « plus beau poème anticolonialiste du moment ».